# Сеймур, Джон, 19-й герцог Сомерсет
Джон Майкл Эдуард Сеймур (англ. John Michael Edward Seymour; родился 30 декабря 1952, Бат, Сомерсетшир, Великобритания) — британский аристократ, 19-й герцог Сомерсет с 1984 года (в 1954—1984 годах носил титул учтивости лорд Сеймур). Крупный землевладелец, поместья которого располагаются главным образом в Уилтшире и Девоне. Член Палаты лордов в 1984—1999 и с 2014 года.

## Биография
Джон Сеймур родился 30 декабря 1952 года в Бате (Сомерсетшир) и стал старшим сыном Перси Сеймура, 18-го герцога Сомерсета, и его жены Гвендолин Томас. Он окончил Хоутрисскую подготовительную школу и Итонский колледж, получил профессию специалиста по недвижимости. Джон носил титул учтивости лорд Сеймур, а после смерти отца в 1984 году унаследовал герцогский титул и место в Палате лордов. В 1999 году, после принятия Акта о Палате лордов, герцог Сомерсет лишился своего места в верхней палате парламента. В декабре 2014 года он был избран в Палату лордов в качестве независимого депутата.
Главная резиденция герцога — Брэдли-хаус в деревне Мейден-Брэдли (Уилтшир), он владеет замком Берри-Помрой в графстве Девон.
В 1993 году Сеймур был назначен заместителем лейтенанта Уилтшира, в 2003 — заместителем лейтенанта графства Девон. Герцог и его жена являются покровителями и официальными хозяевами Бала королевы Шарлотты.

## Семья
20 мая 1978 года в церкви Всех Святых в деревне Мейден-Брэдли Джон Сеймур женился на Джудит-Роуз Халл, дочери Джона Фоллиотта Халла. В этом браке родились четверо детей:
- Себастьян Эдуард, лорд Сеймур (3 февраля 1982)[8];
- София Роуз (1987)[9][10];
- Генриетта Шарлотта (1989)[9][11];
- Чарльз Томас Джордж (1992)[12][13].